# Região metropolitana
Uma região metropolitana ou área metropolitana consiste em uma área composta por um núcleo urbano densamente povoado e por suas áreas vizinhas menos povoadas. Este aglomerado urbano partilha indústrias, infraestruturas e habitações. As áreas metropolitanas geralmente são oficializadas por legislações locais e compreendem várias jurisdições e subdivisões diferentes, como municípios, bairros, distritos, cidades, condados e até mesmo estados (esse último caso recebe a denominação RIDE no Brasil). Conforme as instituições sociais, econômicas e políticas mudaram, as áreas metropolitanas se tornaram regiões econômicas e políticas fundamentais. As regiões metropolitanas incluem uma ou mais áreas urbanas, bem como cidades-satélites e áreas rurais que estão sócio-economicamente conectadas ao urbano núcleo central, geralmente medido por padrões migrações pendulares.

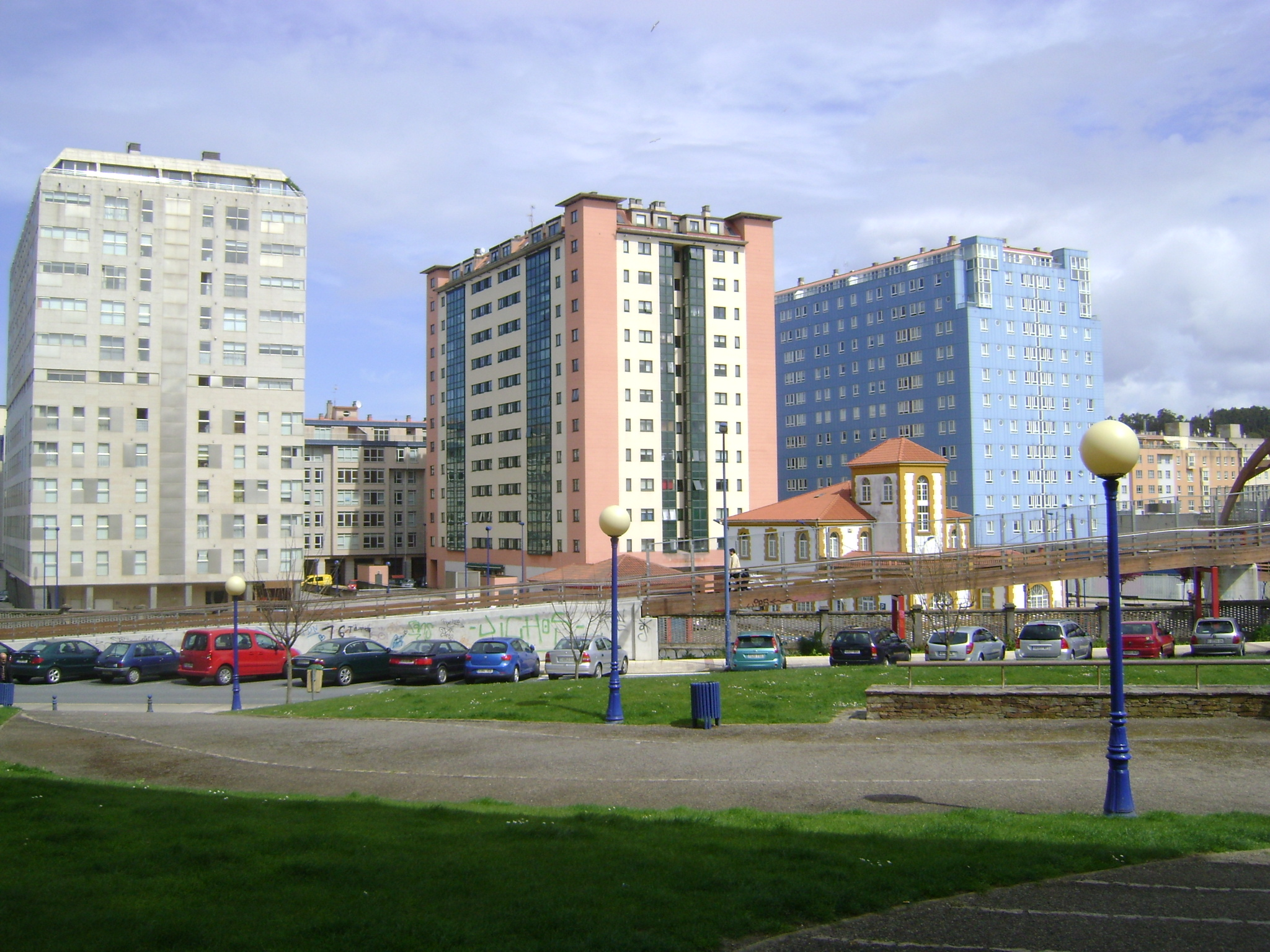
Culleredo, na área metropolitana da Corunha, (Galicia), (Espanha).

Geralmente, regiões metropolitanas formam aglomerações urbanas, uma grande área urbanizada formada pela cidade núcleo e cidades adjacentes, formando uma conurbação, a qual faz com que as cidades percam seus limites físicos entre si, formando uma imensa metrópole, que na qual o centro está localizado na cidade central, normalmente aquela que dá nome à região metropolitana, como Região Metropolitana de Nova Iorque. Porém, uma região metropolitana não precisa ser obrigatoriamente formada por uma única área contígua urbanizada, podendo designar uma região com duas ou mais áreas urbanizadas intercaladas com áreas rurais, ou seja, os limites entre as cidades ainda são visíveis, mas nesse caso são regiões metropolitanas menores que não possuem nem muitas vezes uma metrópole, mas uma cidade central.
O fator mais preponderante para a definição de áreas metropolitanas ocorre quando as cidades que formam esse aglomerado urbano possuam um alto grau de integração entre si, em termos econômicos, políticos ou culturais. Uma região formada por diversas regiões metropolitanas localizadas próximas entre si, são por vezes chamadas de megalópole, ou seja, a conurbação de duas ou mais metrópoles.
Atualmente, existem várias regiões metropolitanas muito populosas ao redor do mundo, sendo que algumas chegam a abrigar mais de 20 milhões de habitantes. Entre elas estão Tóquio, São Paulo, Nova Délhi, Cidade do México, Seul e Pequim.

## Definição

### Brasil
No Brasil, a Constituição Federal de 1988 deixa a cargo dos estados a instituição de Regiões Metropolitanas que seriam  "constituídas por agrupamentos de municípios limítrofes, para integrar a organização, o planejamento e a execução de funções públicas de interesse comum". Assim, é facultado aos estados a criação de regiões metropolitanas, através de leis complementares, para gerir os recursos econômicos e sociais do estado. De modo geral, as regiões metropolitanas constituem um espaço que tem por objetivo realizar tarefas públicas que exigem a cooperação entre os municípios, como os serviços de saneamento básico e de transporte coletivo, legitimando, em termos político-institucionais, sua existência.

### Outros países
A agência estatística da União Europeia, Eurostat, criou um conceito chamado de "zona urbana alargada" (em inglês, Larger Urban Zone - LUZ). A LUZ representa uma tentativa em harmonizar a definição de área metropolitana, com o objetivo de caracterizar uma "região urbana funcional". Na França, o termo para a região em torno de um núcleo urbano ligado a interesses comum é denominado aire urbaine. No Japão, uma região metropolitana seria um toshiken (都市圏?, lit. bloco de cidades).